# آلفين والتون
آلفين والتون (بالإنجليزية: Alvin Walton)‏ هو لاعب كرة قدم أمريكية أمريكي، ولد في 14 مارس 1964 في ريفرسايد في الولايات المتحدة.

## وصلات خارجية
- آلفين والتون على موقع مرجع كرة القدم المحترفة.كوم (الإنجليزية)